# Якобі Борис Семенович
Бори́с Семенович (Моріц Герман фон) Яко́бі (нім. Moritz Hermann von Jacobi; 21 вересня 1801, Потсдам, Королівство Пруссія — 11 березня (27 лютого) 1874, Санкт-Петербург, Російська імперія) — німецький і російський фізик, академік Імператорської Санкт-Петербургської Академії Наук.

## Біографія
Моріц Герман фон Якобі народився в заможній єврейській сім'ї. Батько майбутнього фізика, Симон Якобі, був особистим банкіром короля Пруссії Фрідріха Вільгельма ІІІ, мати, Рахель Леман, була домогосподаркою. Своє навчання він почав у Берлінському університеті, потім перейшов до Геттінгенського університету. По закінченні курсу в Геттінгені до 1833 року працював архітектором у будівельному департаменті Пруссії.

### Винайдення електродвигуна
У 1834 році переїхав до Кенігсбергу, де в університеті викладав його молодший брат Карл. Захоплення фізикою привели Якобі до винаходу першого у світі електродвигуна з безпосереднім обертанням робочого валу. До винаходу Якобі існували електротехнічні пристрої зі зворотно-поступальним рухом або маятниковим рухом якоря.
Метою вченого стало створення потужнішого електродвигуна з можливістю його практичного застосування. 1834 року Якобі побудував електродвигун, оснований на принципі тяжіння і відштовхування між електромагнітами.
Двигун складався з двох груп магнітів: чотири нерухомих були встановлені на рамі, а решта — на обертовому роторі. Для поперемінної зміни полярності рухомих електромагнітів служив вигаданий вченим комутатор, принцип роботи якого використовується дотепер в тягових електродвигунах. Двигун працював від гальванічних батарей і на момент створення був найдосконалішим електротехнічним пристроєм. Двигун підіймав вантаж масою 10-12 фунтів (4-5 кг) на висоту 1 фут (30 см) за секунду. Потужність двигуна була близько 15 Вт, частота обертання ротора 80-120 обертів в хвилину. У цьому ж році Якобі направив рукопис з описом своєї роботи в Паризьку академію наук. Винахід розглядався на засіданнях Академії і практично відразу робота була надрукована. Таким чином, про побудований у травні 1834 року в Кенігсбергу двигун стало широко відомо в грудні 1834 року.

### Російський період
Роботи Якобі високо оцінили В. Я. Струве, П. Л. Шилінг і за їхніми рекомендаціями Якобі 1835 року був запрошений на посаду професора в Дерптський університет на кафедру цивільної архітектури. Того ж року Якобі надрукував «Мемуар про застосування електромагнетизму для руху машин», який викликав велику зацікавленість в академічних колах.
У 1837 році по рекомендації декількох членів Петербурзької академії наук, Якобі склав докладну записку з пропозицією про практичне застосування свого електродвигуна для приведення в дію млина, човна або локомотива і подав її на розгляд Міністру народної просвіти і президенту Академії графу С. С. Уварову. Пропозицію Якобі було доведено до відома Миколи І, який дав розпорядження про створення «Комісії з виконання дослідів щодо пристосування електромагнітної сили для руху машин по способу професора Якобі». Комісію доручено очолювати адміралу І. Ф. Крузенштерну, в склад ввійшли академіки Е. Х. Ленц, П. Л. Шилінг та інші відомі вчені. На проведення робіт виділено величезну на той час суму в 50 тисяч карбованців. Якобі назавжди переїхав до Російської імперії і став її підданим.
У 1838 році Якобі зробив своє найважливіше відкриття, а саме — відкрив гальванопластику, поклав початок цілому напряму прикладної електрохімії. Значні успіхи були досягнуті в області телеграфії.
Він сконструював телеграфний апарат синхронної дії з безпосередньою (без розшифровки) індикацією в приймачі літер і цифр та перший у світі телеграфний апарат, керував будівництвом перших кабельних ліній у Санкт-Петербурзі і між Санкт-Петербургом та Царським Селом. Розробляв гальванічні батареї, багато працював над створенням протикорабельних мін нового типу, в тому числі самозапалювальних (гальваноударних) мін, мін з запалом від індукційного апарату; був ініціатором формування гальванічних команд у саперних частинах російської армії.
Роботи Якобі отримали визнання, в 1839 році він був затверджений у званні ад'юнкта Імператорської Академії Наук, в 1842 році став екстраординарним, а в 1847 році — ординарним академіком. За винахід гальванопластики Б. С. Якобі в 1840 році відзначений Демідовською премією в розмірі 25000 карбованців, у 1867 році нагороджений Великою золотою медаллю Всесвітньої виставки в Парижі.
Останні роки життя завідував фізичним кабінетом Петербурзької академії наук. Помер Борис Семенович Якобі в Санкт-Петербурзі від серцевого нападу. Похований на Смоленському кладовищі на Васильківському острові.